# Mohammed Dschawad Sarif

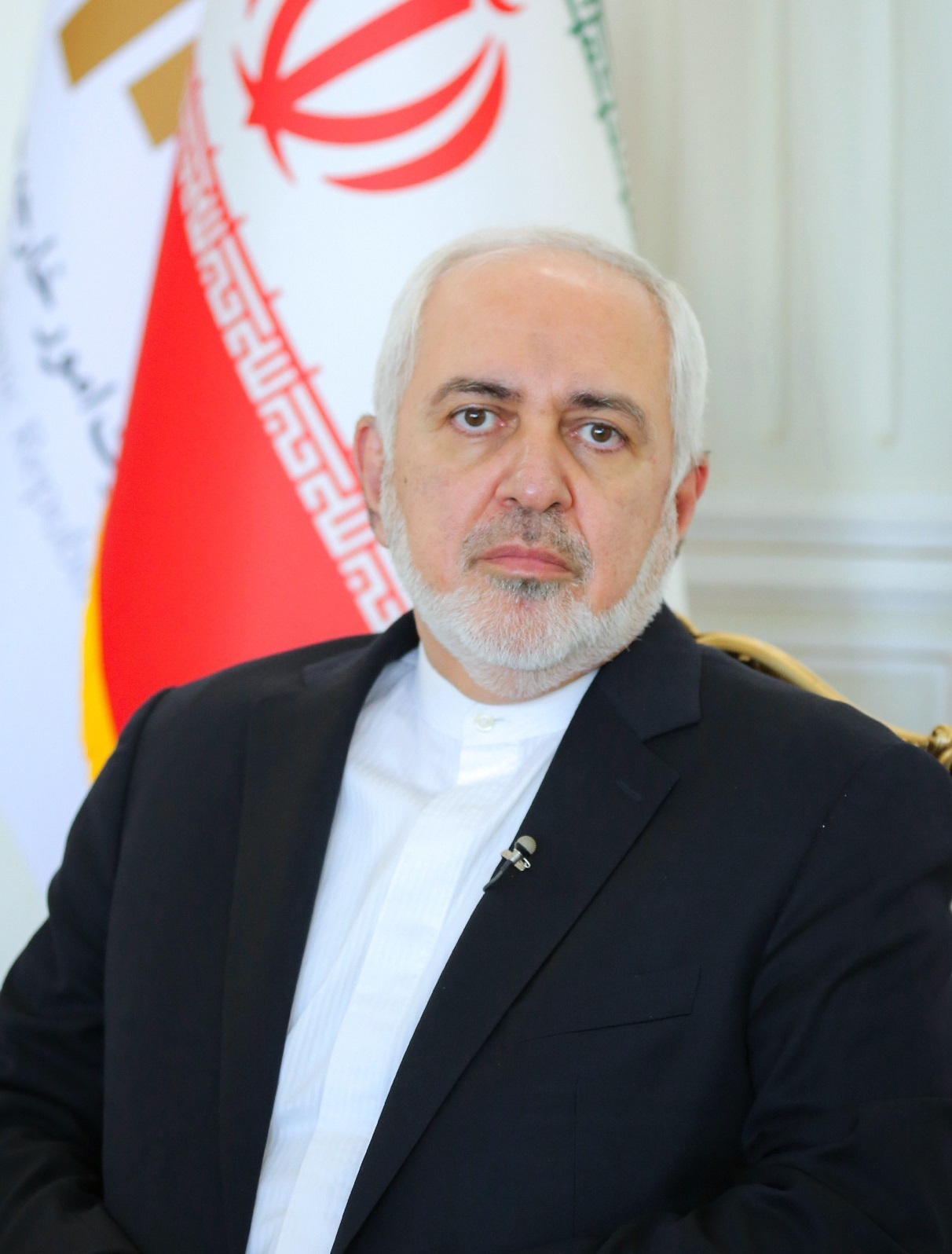
Mohammed Dschawad Sarif (2020)

Mohammed Dschawad Sarif (persisch محمد جواد ظریف پیرانشهری Mohammad Dschawad Zarif, DMG Moḥammad-Ǧavād Ẓarīf; * 7. Januar 1960 in Teheran) ist ein iranischer Politiker. Er war von 2013 bis 2021  Außenminister der Islamischen Republik Iran. Er wurde am 1. August 2024 Vizepräsident Irans und trat am 3. März 2025 von diesem Amt zurück.

## Leben
Mohammed Sarif studierte an der University of Denver Internationales Recht und Politikwissenschaft. Er war zeitweise Professor für Internationales Recht an der Universität Teheran.
Er war von 2002 bis 2007 UN-Botschafter (auch im Kabinett Ahmadineschad I), zuvor war er von 1992 bis 2002 Vizeaußenminister Irans (unter Ali-Akbar Rafsandschāni sowie Mohammad Chātami). Er wurde am 4. August 2013 von Präsident Hassan Rohani für das Amt des Außenministers nominiert und trat das Amt am 15. August an.
Sarif nutzte, wie auch Rohani, als einer der ersten und wenigen Vertreter Irans soziale Netzwerke wie Facebook und Twitter als regelmäßiges Kommunikationsinstrument, um politische Botschaften und Ansichten zu verbreiten. Derartige Webdienste sind (2013) innerhalb Irans im Rahmen der umfassenden Internetzensur gesperrt. Die Ankündigung Rohanis im Herbst 2013, diese Praxis zu überdenken, wurde (Stand 2015) nicht umgesetzt. Beobachtern zufolge verschlechterte sich die ohnehin kaum vorhandene Meinungs- und Pressefreiheit seit Rohanis Amtsantritt mit einer „regelrechten Jagd auf Blogger und Internet-Aktivisten“ sogar nochmals dramatisch.
Der polnische Außenminister Radosław Sikorski kritisierte im Februar 2014 bei einer gemeinsamen Pressekonferenz mit Sarif die bestehende Zensur scharf und äußerte sich besorgt über den mit dem Amtsantritt Rohanis zu verzeichnenden Anstieg der Hinrichtungen in der Islamischen Republik.
Am 25. Februar 2019 kündigte Sarif auf Instagram überraschend seinen Rücktritt als Außenminister an. Das iranische Parlament sprach sich in einem Brief an Präsident Rohani gegen einen Rücktritt Sarifs aus,
Rohani nahm das Rücktrittsgesuch nicht an und Sarif blieb bis 2021 Außenminister.
Er wurde am 1. August 2024 Vizepräsident unter Präsident Massud Peseschkian und trat nach elf Tagen zurück, weil er mit der Ministerauswahl für das Kabinett nicht zufrieden war. Sarif war de facto die rechte Hand Peseschkians in dessen Präsidentschaftswahlkampf und wegen seiner Popularität auch maßgeblich am Wahlsieg beteiligt. Ihm war zugesagt worden, nach der Wahl die Kandidatenliste für die Posten der Minister und Vizepräsidenten zusammenstellen zu können. Diese sollte laut Sarif so aufgestellt werden, dass auch die von Peseschkian im Wahlkampf angekündigten Reformen umgesetzt werden konnten. Die Auswahl der neuen Minister passte nach Ansicht von Beobachtern allerdings nicht zu den Plänen und Reformversprechen. Zwei Wochen später kehrte Sarif als Vizepräsident in die Regierung zurück, reichte aber nach der Absetzung des reformorientierten Wirtschaftsministers durch das Parlament am 3. März 2025 erneut seinen Rücktritt ein.

## Positionen

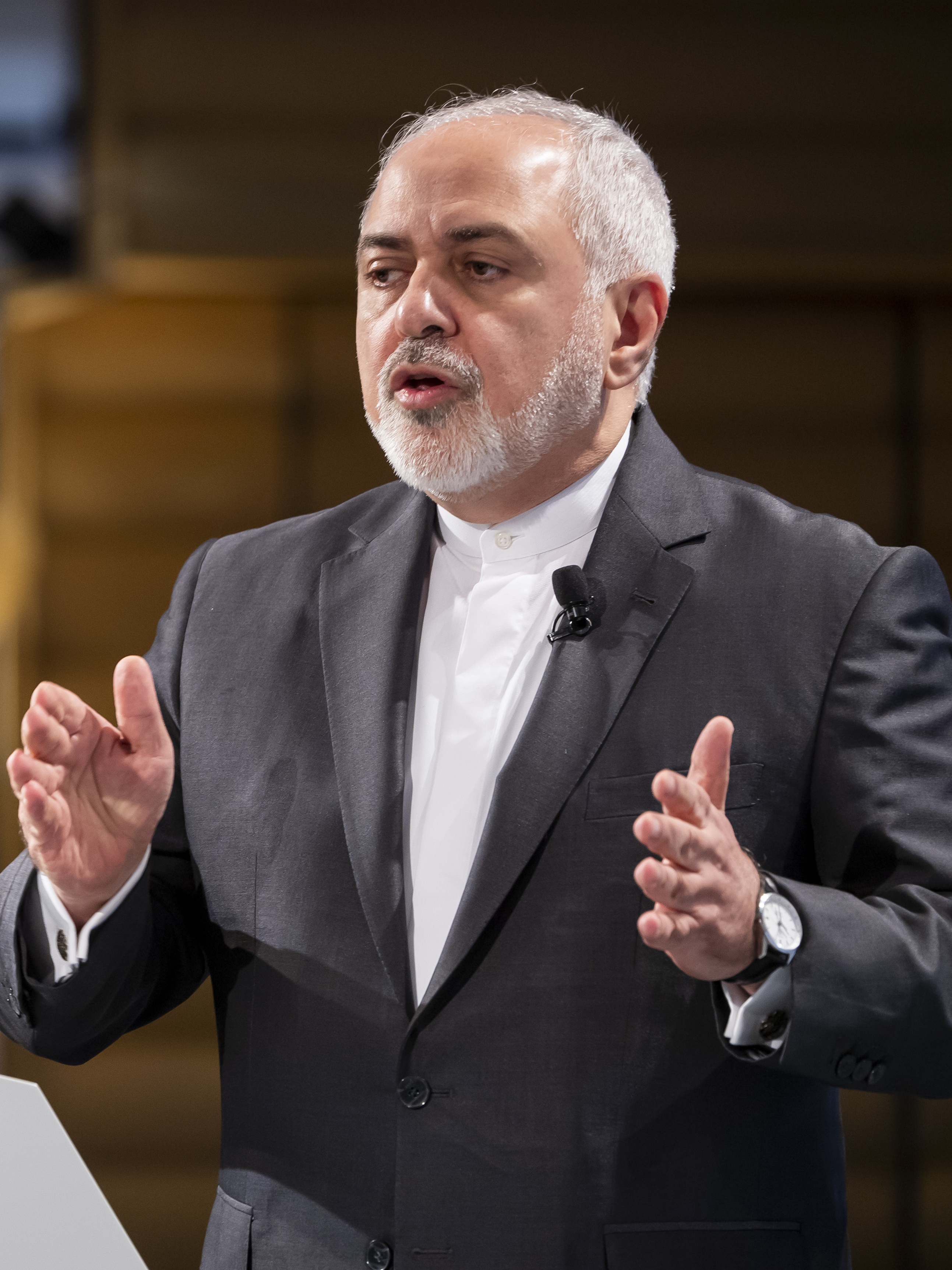
Mohammed Dschawad Sarif während der 55. MSC 2019

Sarif wird häufig als „moderater Technokrat“ beschrieben, da er auch inoffizielle Treffen mit US-amerikanischen Diplomaten einging. Er selbst identifiziert sich in vielen Äußerungen explizit mit den Zielen der Islamischen Republik Iran, auch mit dem globalen Anspruch der „Islamischen Revolution“ von 1979. So schreibt er in seiner Anfang 2014 in Teheran erschienenen Autobiographie:

„Wir haben ein grundsätzliches Problem mit dem Westen und besonders Amerika […] Der Grund ist, dass wir eine Mission für uns beanspruchen, und zwar mit einer globalen Dimension. Es hat nichts mit dem Ausmaß unserer Stärke zu tun, vielmehr geht es darum, woraus wir unsere Daseinsberechtigung herleiten. Wie kommt es, dass Malaysia [ein mehrheitlich muslimisches Land] keine ähnlichen Probleme hat? Weil Malaysia nicht versucht, die internationale Ordnung zu verändern.“

Sarif hat sich von den Holocaustleugnungen des früheren Präsidenten Ahmadineschad distanziert. Er verurteilte Anfang September 2013 ausdrücklich den Holocaust. Im gleichen Atemzug nannte er „die Unterdrückung der Palästinenser durch die Zionisten“. Am Rande der 50. Münchner Sicherheitskonferenz 2014 bezeichnete er den Holocaust als „entsetzliche Tragödie […], und das darf nie wieder passieren“. Allerdings – so Sarif – „darf das nicht als Entschuldigung herhalten für die Verletzung der Rechte des palästinensischen Volkes“.
Im Januar 2014 legte Sarif bei einem Besuch im Libanon einen Kranz am Grab des ehemaligen Militärbefehlshabers der Hisbollah, Imad Mughniyya, in Beirut nieder. Das Time-Magazin zählte ihn im Jahr 2015 zu den einflussreichsten Personen der Welt.
Laut Sarif folgte die Politik der Trump-Administration gegenüber Iran israelischen Interessen.

## Geleakte Audioaufnahmen 2021
Am 25. April 2021 wurden brisante Audioaufnahmen eines Gespräches von Sarif mit dem Journalisten Leylaz Saeed durch Radio Iran International, einen regimekritischen Sender mit Sitz in London, geleakt. In diesen Aufnahmen kritisiert Sarif die Revolutionsgarden und insbesondere den durch einen amerikanischen Luftangriff getöteten General Qassem Soleimani.
Das im Jahr 2015 ausgehandelte Atomabkommen im Rahmen des iranischen Atomprogramms wurde laut Sarif gegen massiven Widerstand Russlands und Soleimanis durchgesetzt. Demnach habe es nach einem Besuch Soleimanis in Russland auch eine Reihe von Ereignissen gegeben, die das Ziel gehabt hätten, den erfolgreichen Abschluss des Atomabkommens zu torpedieren. Zu diesen Ereignissen gehörten laut Sarif die Festnahme und öffentliche Zurschaustellung von US-Marinesoldaten sowie der Angriff auf die Botschaft von Saudi-Arabien in Teheran, die kurz vor dem Inkrafttreten des Atomabkommens im Januar 2016 erfolgten. Sarif zufolge war Russland strikt gegen eine Annäherung Irans an die USA.
Sarif klagte zudem darüber, dass die staatlichen iranischen Medien Soleimani im Gegensatz zu ihm heroisiert hätten.
Die Beteiligung Irans im syrischen Bürgerkrieg ist laut Sarif auf Anweisung Putins erfolgt. Demnach habe Russland in Syrien Operationen aus der Luft durchgeführt und Iran für die Entsendung von Bodentruppen beordert. Russische Kampfjets seien dazu aus Iran geflogen, um Luftangriffe in Syrien durchzuführen. Hierbei erwähnt Sarif den Missbrauch von zivilen Airlines wie Iran Air durch die Revolutionsgarden, um Milizen und Waffen nach Syrien zu entsenden.
Sarif kritisiert zudem, dass ihm von den Revolutionsgarden unzureichend Informationen übermittelt werden und er in ihre Entscheidungen nicht involviert sei. So sei er nur kurzfristig und oberflächlich über die Operation Märtyrer Soleimani informiert worden. Als in jener Nacht das Passagierflugzeug der Ukraine-International-Airlines-Flug 752 von den Revolutionsgarden abgeschossen wurde, sei ihm ein Statement vorgegeben worden, in dem er den Abschuss leugnen sollte.
In einem Teil der Aufnahme sagt Sarif, dass er erst durch den US-amerikanischen Außenminister John Kerry über israelische Luftangriffe auf iranische Ziele in Syrien informiert wurde. Dies führte in den USA zu Kontroversen, wobei Kerry diese Aussage Sarifs dementiert.

## Kritik
Während eines Besuchs in New York zur Verhandlung des Atomabkommens behauptete Sarif in einer Talkshow von Charlie Rose: „Wir sperren Menschen nicht wegen ihrer Meinung ein.“ Das brachte ihm selbst von seinen Unterstützern in Iran Kritik ein.